# حرات (مكة المكرمة)

تقع في منطقة مكة المكرمة ثلاث حرّات بركانية رئيسية، وهي حرة نواصف او حرة سبيع وحرة كشب وحرة سُليم، كما أنها تشترك بمناطق أخرى مثل حرة كشب وحرة سُليم لها اجزاء داخل منطقة المدينة المنورة. 

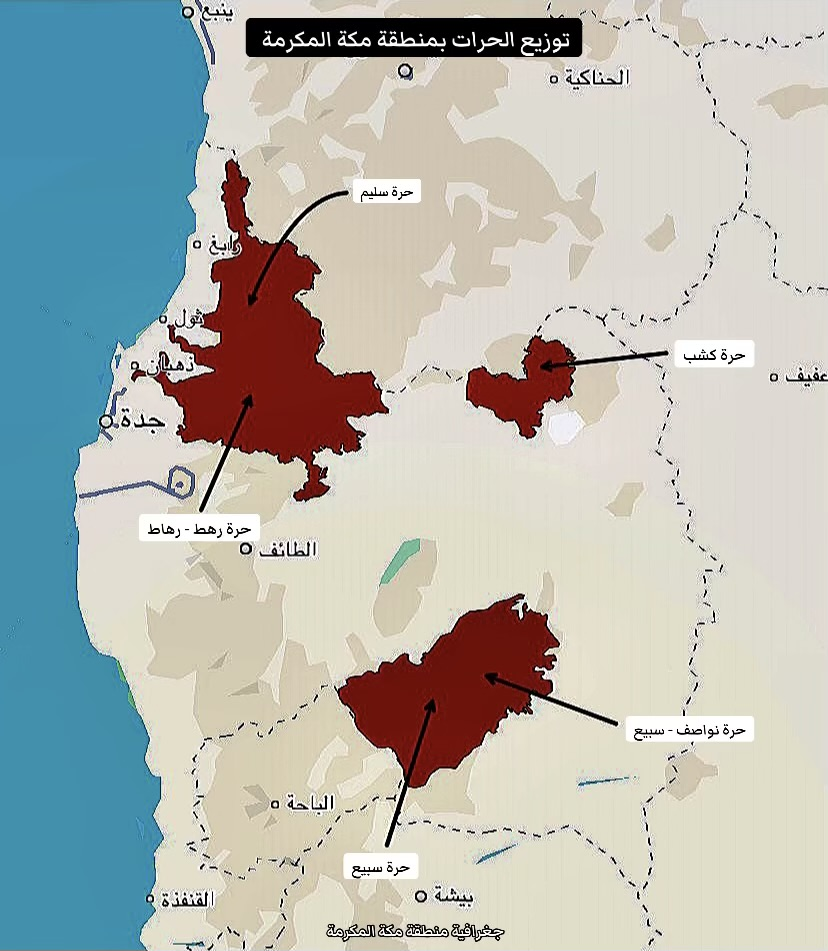
توزيع الحرات بمنطقة مكة المكرمة

## الجغرافيا والتضاريس
اولاً: ماهي الحرّات
هي مناطق بركانية قديمة تغطيها الصخور البازلتية السوداء، ناتجة عن ثوران البراكين قبل آلاف السنين في غرب الجزيرة العربية، وخاصة في منطقة مكة المكرمة، وكلمة "حرّة" تعني في اللغة العربية الارض ذات الصخور السوداء.
الجغرافيا الطبيعية للحرّات
تنتشر الحرّات بشكل رئيسي في الجهة الشرقية والشمالية الشرقية من منطقة مكة المكرمة، وتعرف تضاريس الحرّات بانها وعرة، وذلك بسبب تغطية سطحها بصخور بركانية صلبة ذات طبيعة خشنة وغير منتظمة. تتكون هذه التضاريس من تدفقات حمم بازلتية قديمة، مما ادى إلى ظهور فوهات بركانية، وتلال مخروطية، وأرض مليئة بالشقوق والفجوات. هذا الطابع الصخري يجعل من الصعب عبور الحرّات أو الاستفادة منها زراعياً، كما يحد من انتشار التجمعات السكانية فيها. ورغم ذلك، تظل الحرّات ذات أهمية علمية كبيرة لأنها تمثل سجلاً جيولوجياً طبيعياً لنشاط بركاني قديم في شبه الجزيرة العربية.